# Başlar, İbradı
Başlar là một xã thuộc huyện İbradı, tỉnh Antalya, Thổ Nhĩ Kỳ. Dân số thời điểm năm 2011 là 356 người.